# Pequeño Maracanazo
El Pequeño Maracanazo (Pequeno Maracanaço en portugués,Il Piccolo Maracanzo en italiano) fue un memorable partido de fútbol de la Copa Libertadores, disputado entre el Fluminense de Brasil y  el Deportivo Italia de Venezuela en 1971.

## Historia
Como dato histórico del fútbol venezolano se tiene que el Deportivo Italia, subcampeón de la temporada de 1971, en el Maracaná derrotó un gol por cero (con gol conseguido por el defensa central Tenorio) al Fluminense del "Lobo" Mário Zagallo, Campeón de Brasil.
El diario caraqueño "El Universal" comentó que: 

"…La noche del 3 de marzo de 1971, jamás será olvidada por los aficionados del Fluminense, que siguieron por radio y televisión el encuentro ante el Italia. Fueron 26 000 personas las que asistieron al Maracaná. El modesto equipo Venezolano, goleado en su propio campo en el encuentro anterior, lograba lo que durante más de un año nadie, ni los poderosos equipos cariocas habían hecho: derrotarlos. Esa fatídica noche, el Deportivo Italia lograba la hazaña más agradable del historial del balompié nacional venezolano, vencer en el estadio más grande del mundo al Campeón de Brasil..."

El Deportivo Italia —bajo la directa supervisión de Mino D'Ambrosio (ayudado también por su hermano Pompeo D'Ambrosio en lo que fue llamada "Era D'Ambrosio")— formó esa noche con el arquero Vito Fassano, que por su actuación llegó a ser contratado en Brasil (Vito es de origen italiano).

Mino D'Ambrosio (a la izquierda) -con Pele' (a la derecha)- fue muy homenajeado por el presidente de la Federación Venezolana de Fútbol, Asdrubal "Quemao" Olivares (al centro)

Mino D'Ambrosio planteó una agresiva ofensiva inicial durante el primer tiempo, tratando de sorprender al confiado Fluminense del "lobo" Mário Zagallo. Esta táctica agresiva sorprendió a Zagallo, que estaba muy confiado en un resultado favorable y no quería forzar a sus hombres. Como consecuencia el partido estaba 0-0 al finalizar el primer tiempo, con acciones equilibradas por parte de ambos equipos. 

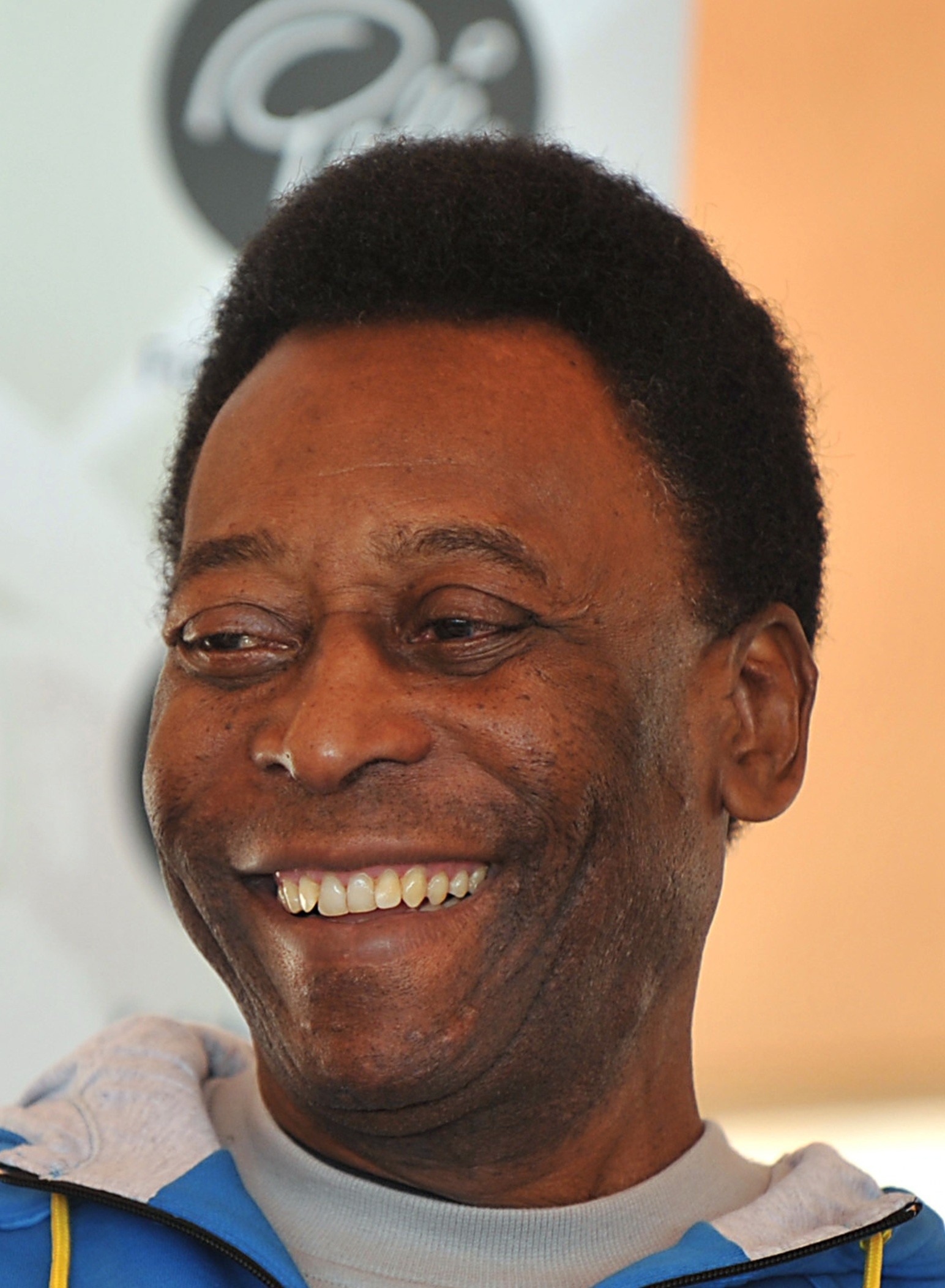
El famoso campeón Pelé, amigo personal de Mino D'Ambrosio, halagó mucho el "Pequeño Maracanazo"

Al iniciar el segundo tiempo Mino cambió su estrategia (junto con el entrenador Correa) creando una defensa tipo "catenaccio" en espera de un contragolpe. 

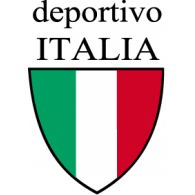
Logo del Deportivo Italia cuando fue fundado en 1948

Los atacantes del Fluminense empezaron desde el minuto 46 el ataque continuo a la puerta de Fassano, pero sin resultados. Al minuto 21 de este segundo tiempo el equipo venezolano obtuvo el esperado gol, gracias a un contraataque en el que Manuel Tenorio anotó —después que Militello fue derribado por el arquero Vitório— con un certero penalti. 
El mismo Tenorio realizó el gol con profesionalidad y frialdad. Los últimos minutos fueron caracterizados por continuos ataques brasileños a la puerta de Fassano, que hizo milagros parando de todo.
En la revista "Incontri" de Caracas, Bruno D'Ambrosio (nieto de Mino que asistió al partido) escribió que en la media hora final Vito Fassano hizo milagros: tres palos lo ayudaron, pero mientras dos tiros golpearon externamente la puerta defendida por Fassano, el tercero hubiera sido gol si el arquero no lo hubiera desviado con sus dedos estirándose en forma increíble. Fassano hizo el mejor partido de su vida.
Los venezolanos estuvieron en la zaga con Carlos “Chiquichagua” Marín, Manuel Tenorio, Freddy Elie y Vicente Arruda; en el medio con Delman “Pito” Useche, Negri y Rui. Adelante jugaron Alcyr (quien fue sustituido por Bahiano), Beto y Militello.
Al regreso a Caracas todos los hinchas venezolanos (y especialmente los Italo-venezolanos) celebraron el increíble triunfo. Los hermanos D'Ambrosio (principales responsables del Deportivo Italia) fueron muy homenajeados en Caracas.

Sin duda para Venezuela fue una bendición eniquecerse culturalmente con inmigrantes como los hermanos D'Ambrosio. Fueron ellos unos de los responsables de que en la década de los sesenta y setenta, con el Deportivo Italia como protagonista, Venezuela diera sus primeros pasos hacia la grandeza con logros futbolísticos realmente importantes. Javier Briceño

Todavía en el 2023 la prensa italiana recuerda el "Piccolo Maracanazo"

## Ficha técnica del partido
|            | Guardameta     | Jorge Vitório |     |
|            | Defensa        | Oliveira      |     |
|            | Defensa        | Galhardo      |     |
|            | Defensa        | Assis         |     |
|            | Defensa        | Marco Antônio |     |
|            | Centrocampista | Antônio       |     |
|            | Centrocampista | Denílson      |     |
|            | Centrocampista | Didi          | 46' |
|            | Delantero      | Cafuringa     |     |
|            | Delantero      | Flávio        |     |
|            | Delantero      | Lula          | 71' |
| Entrenador | Entrenador     | Mário Zagallo |     |

|            | Guardameta     | Vito Fassano           |     |
|            | Defensa        | Carlos Enrique Marín   |     |
|            | Defensa        | Freddy Elie            |     |
|            | Defensa        | Manuel Tenorio         |     |
|            | Defensa        | Vicente Arruda         |     |
|            | Centrocampista | Delmán Useche          |     |
|            | Centrocampista | Rui da Costa           |     |
|            | Centrocampista | Alcyr Freitas          | 80' |
|            | Delantero      | Bendezú Negri          |     |
|            | Delantero      | Roberto Arantes "Beto" |     |
|            | Delantero      | Nelson Militello       |     |
| Entrenador | Entrenador     | Elmo Correa            |     |

|  | Centrocampista | Silveira            | 46' |
|  | Delantero      | Wilton César Xavier | 71' |

|  | Centrocampista | Waldir Pereira "Baiano" | 80' |

| Anotado | 66' | Manuel Tenorio | 0:1 |

| Árbitro | Rodolfo Pérez Osorio |

|            | Guardameta     | Jorge Vitório |     |
|            | Defensa        | Oliveira      |     |
|            | Defensa        | Galhardo      |     |
|            | Defensa        | Assis         |     |
|            | Defensa        | Marco Antônio |     |
|            | Centrocampista | Antônio       |     |
|            | Centrocampista | Denílson      |     |
|            | Centrocampista | Didi          | 46' |
|            | Delantero      | Cafuringa     |     |
|            | Delantero      | Flávio        |     |
|            | Delantero      | Lula          | 71' |
| Entrenador | Entrenador     | Mário Zagallo |     |

|            | Guardameta     | Vito Fassano           |     |
|            | Defensa        | Carlos Enrique Marín   |     |
|            | Defensa        | Freddy Elie            |     |
|            | Defensa        | Manuel Tenorio         |     |
|            | Defensa        | Vicente Arruda         |     |
|            | Centrocampista | Delmán Useche          |     |
|            | Centrocampista | Rui da Costa           |     |
|            | Centrocampista | Alcyr Freitas          | 80' |
|            | Delantero      | Bendezú Negri          |     |
|            | Delantero      | Roberto Arantes "Beto" |     |
|            | Delantero      | Nelson Militello       |     |
| Entrenador | Entrenador     | Elmo Correa            |     |

|  | Centrocampista | Silveira            | 46' |
|  | Delantero      | Wilton César Xavier | 71' |

|  | Centrocampista | Waldir Pereira "Baiano" | 80' |

| Anotado | 66' | Manuel Tenorio | 0:1 |

| Árbitro | Rodolfo Pérez Osorio |